# DriveTribe
DriveTribe è una piattaforma multimediale specializzata nella produzione di contenuti a tema automobilistico. Guidata dal conduttore televisivo Richard Hammond, produce contenuti tramite i suoi profili sui principali social network riguardanti il mondo dei motori. A gennaio 2025 il canale YouTube di DriveTribe può vantare circa 518 milioni di visualizzazioni e circa 2,8 milioni di iscritti.
Nata nel 2016, DriveTribe era originariamente un social network orientato alla produzione di contenuti legati al mondo automobilistico. La sua caratteristica principale erano le tribù, delle comunità tematiche nelle quali gli utenti potevano interagire e creare contenuti. La piattaforma è stata tuttavia chiusa nel 2022, continuando a creare contenuti tramite i suoi profili sui principali social network.

## Storia
DriveTribe è entrata in stealth mode nel dicembre 2015, per poi essere ufficialmente annunciata nell'aprile 2016. È nata da un'idea di Ernesto Schmidt, già fondatore del social network Beamly, supportato finanziariamente dai presentatori televisivi Jeremy Clarkson, Richard Hammond e James May. Anche il produttore televisivo Andy Wilman, noto per aver prodotto programmi televisivi quali Top Gear e The Grand Tour, figurava tra i finanziatori.
Il 28 novembre 2016 DriveTribe è stata ufficialmente presentata in un trailer nel quale erano presenti Clarkson, Hammond e May. Oltre a loro, sulla piattaforma erano presenti diverse personalità legate al mondo dei motori come Mark Webber, Oliver Webb, Damon Hill, Jethro Bovington e Sara Nase. La popolarità di queste in figure (in particolare dei tre presentatori) ha avuto un ruolo fondamentale nella rapida crescita di DriveTribe. A gennaio 2017 poteva vantare già 20.000 contributori. Nel corso delle prime sei settimane di vita del social network sono stati pubblicati circa 250.000 contenuti, raddoppiando le visite giornaliere da 1 milione a dicembre 2016 a 2 milioni a gennaio 2017.
Nonostante la rapida crscita, nel 2018 DriveTribe aveva generato una perdita di circa 12,5 milioni di sterline rispetto all'investimento iniziale. Nonostante ciò, nel 2019 è stata lanciata FoodTribe, un social network con funzionamento simile a DriveTribe ma incentrato sul mondo del cibo e dell'alimentazione. Nel 2021 la piattaforma ha raggiunto oltre 140 milioni di utenti mensili.
Il 10 gennaio 2022 DriveTribe ha annunciato la chiusura di DriveTribe e FoodTribe entro la fine del mese a causa della drastica riduzione degli introiti generati dalle sponsorizzazioni da parte delle case automobilistiche conseguenti alla crisi dei semiconduttori causata dalla pandemia di COVID-19. Nel giugno 2022 il canale YouTube di FoodTribe è stato rinominato What Next? e ha ampliato il suo ambito legato al mondo alimentare, iniziando a produrre contenuti di vario genere.
Richard Hammond ha annunciato l'intenzione di portare avanti il progetto DriveTribe continuando a curare i profili presenti sui principali social network con la creazione di contenuti presentati dallo stesso Hammond e dal giornalista Mike Fernie, con la partecipazione occasionale di James May. A ottobre 2023 si sono aggiunti alla squadra di presentatori anche Izzy Hammond, figlia di Richard, e il pilota automobilistico Ben Collins (noto al grande pubblico per aver interpretato The Stig nelle prime stagioni di Top Gear). A gennaio 2025 DriveTribe può vantare 5 milioni di follower su Facebook, 2,8 milioni di iscritti su YouTube, 1,1 milioni di follower su Instagram, 437.000 follower su TikTok e 186.000 follower su X.

## Funzionamento

### Tribù
La caratteristica principale di DriveTribe erano le tribù, delle comunità tematiche che gli utenti potevano creare o alle quali potevano unirsi. All'interno di esse potevano discutere o condividere contenuti, che potevano ricevere commenti, like e condivisioni. Gli utenti potevano seguire più tribù e vedere un feed personalizzato basato sulle loro preferenze. Ogni tribù aveva uno o più leader (generalmente il creatore della stessa), che era responsabile di moderare i contenuti e guidare le discussioni. La maggior parte delle tribù erano create dagli utenti della piattaforma, ma alcune erano le tribù ufficiali legate a marchi automobilistici, eventi o marchi. Clarkson, Hammond e May avevano ognuno la propria tribù. Anche altre personalità legate al mondo dei motori, come per esempio il pilota automobilistico Mark Webber, erano leader di una tribù.

### Modello commerciale
Come la maggior parte dei social network, DriveTribe aveva un modello completamente gratuito per gli utenti. Prima del lancio, Ernesto Schmitt, in qualità di amministratore delegato, ha osservato che l'industria automobilistica, in quanto "la più grande categoria pubblicitaria al mondo, con una spesa media stimata di 45 miliardi di dollari per il 2016", ha offerto a DriveTribe una grande opportunità commerciale attraverso il native advertising e il social commerce.
Nell'aprile 2018 DriveTribe ha annunciato la sua prima partnership commerciale, con il costruttore tedesco Audi. Nel giugno 2018 è stato annunciato un accordo tra DriveTribe, JOE Media e Renault che avrebbe riguardato il lancio della nuova Mégane R.S.. A tale riguardo Adam Wood, direttore marketing della filiale britannica della Renault, ha dichiarato che l'obiettivo dell'accordo era quello di "coinvolgere un mercato di lifestyle più ampio attraverso la produzione di contenuti originali, l'attivazione guidata da influencer e il supporto editoriale".
Nel novembre 2018 Jonathan Morris, amministratore delegato di DriveTribe, ha descritto i quattro elementi del modello commerciale dell'azienda, che include la creazione di contenuti, la distribuzione e l'analisi di dati, l'ultima dei quali è resa possibile del fatto che il comparto tecnologico del social network fosse basato su Apache Flink.

### Proprietà e finanziamenti esterni
DriveTribe era di proprietà della W. Chump and Sons, società che tra le altre cose aveva prodotto Top Gear e The Grand Tour ed era posseduta da Clarkson, Hammond, May e dal produttore televisivo Andy Wilman. Inizialmente la leadership era stata affidata a Ernesto Schmidt, che ha però lasciato il progetto nel 2017.
Nel corso della sua esistenza, tuttavia, il social network ha ottenuto finanziamenti da varie istituzioni. Tra questi si possono annoverare i 5,5 milioni di dollari dalla Jim Breyer, uno dei primi finanziatori di Facebook, e i 6,5 milioni dalla 21st Century Fox.